# BAFA NL Premiership 2022
La BAFA NL Premiership 2022 è la 36ª edizione del campionato di football americano di primo livello, organizzato dalla BAFA.

## Squadre partecipanti
| Club                  | Città       | Stadio | Sponsor ufficiale | Risultato nella stagione 2021 |
| --------------------- | ----------- | ------ | ----------------- | ----------------------------- |
| Bristol Aztecs        | Bristol     |        |                   |                               |
| Edinburgh Wolves      | Edimburgo   |        |                   |                               |
| Kent Exiles           | Chislehurst |        |                   |                               |
| London Blitz          | Londra      |        |                   |                               |
| London Olympians      | Londra      |        |                   |                               |
| London Warriors       | Londra      |        |                   |                               |
| Manchester Titans     | Manchester  |        |                   |                               |
| Merseyside Nighthawks | Liverpool   |        |                   |                               |
| Sandwell Steelers     | Tipton      |        |                   |                               |
| Sheffield Giants      | Sheffield   |        |                   |                               |
| Solent Thrashers      | Southampton |        |                   |                               |
| Tamworth Phoenix      | Atherstone  |        |                   |                               |

## Stagione regolare

### Calendario

#### 1ª giornata
| 10 aprile 2022, ore 14:00 | Sandwell Steelers | 0 – 77 | Manchester Titans |  |

| 10 aprile 2022, ore 14:00 | London Blitz | 48 – 0 | London Olympians |  |

| 10 aprile 2022, ore 14:00 | London Warriors | 44 – 3 | Solent Thrashers |  |

#### 2ª giornata
| 17 aprile 2022, ore 14:00 | Manchester Titans | 32 – 10 | Tamworth Phoenix |  |

| 17 aprile 2022, ore 14:00 | Kent Exiles | 21 – 0 | London Olympians |  |

| 17 aprile 2022, ore 14:00 | Solent Thrashers | 9 – 6 | London Blitz |  |

#### 3ª giornata
| 24 aprile 2022, ore 14:00 | Merseyside Nighthawks | 0 – 44 | Edinburgh Wolves |  |

| 24 aprile 2022, ore 14:00 | London Warriors | 34 – 17 | Bristol Aztecs |  |

#### 4ª giornata
| 1º maggio 2022, ore 14:00 | Edinburgh Wolves | 71 – 0 | Sandwell Steelers |  |

| 1º maggio 2022, ore 14:30 | Merseyside Nighthawks | 2 – 21 | Tamworth Phoenix |  |

| 1º maggio 2022, ore 14:00 | Sheffield Giants | 7 – 49 | Manchester Titans |  |

| 1º maggio 2022, ore 14:00 | Bristol Aztecs | 46 – 0 | Kent Exiles |  |

| 1º maggio 2022, ore 14:00 | London Blitz | 7 – 44 | London Warriors |  |

| 1º maggio 2022, ore 14:00 | Solent Thrashers | 42 – 6 | London Olympians |  |

#### 5ª giornata
| 15 maggio 2022, ore 14:00 | Merseyside Nighthawks | 0 – 50 | Manchester Titans |  |

| 15 maggio 2022, ore 14:00 | Sandwell Steelers | 0 – 41 | Edinburgh Wolves |  |

| 15 maggio 2022, ore 14:00 | Sheffield Giants | 7 – 49 | Tamworth Phoenix |  |

| 15 maggio 2022, ore 14:00 | Bristol Aztecs | 43 – 13 | Solent Thrashers |  |

| 15 maggio 2022, ore 14:00 | Kent Exiles | 6 – 56 | London Warriors |  |

| 15 maggio 2022, ore 14:00 | London Olympians | 0 – 34 | London Blitz |  |

#### 6ª giornata
| 22 maggio 2022, ore 14:00 | Edinburgh Wolves | 12 – 36 | Tamworth Phoenix |  |

| 22 maggio 2022, ore 14:00 | Sandwell Steelers | 9 – 46 | Merseyside Nighthawks |  |

| 22 maggio 2022, ore 14:00 | Bristol Aztecs | 10 – 8 | London Blitz |  |

| 22 maggio 2022, ore 14:00 | London Olympians | 12 – 27 | Kent Exiles |  |

| 22 maggio 2022, ore 14:00 | Solent Thrashers | 0 – 60 | London Warriors |  |

| 22 maggio 2022, ore 15:00 | Manchester Titans | 62 – 0 | Sheffield Giants |  |

#### 7ª giornata
| 5 giugno 2022, ore 14:00 | Merseyside Nighthawks | 76 – 6 | Sandwell Steelers |  |

| 5 giugno 2022, ore 14:00 | Sheffield Giants | 19 – 42 | Edinburgh Wolves |  |

| 5 giugno 2022, ore 14:00 | Tamworth Phoenix | 27 – 21 | Manchester Titans |  |

| 5 giugno 2022, ore 14:00 | Bristol Aztecs | 44 – 18 | London Olympians |  |

| 5 giugno 2022, ore 14:00 | London Warriors | 26 – 2 | London Blitz |  |

| 5 giugno 2022, ore 14:00 | Kent Exiles | 18 – 43 | Solent Thrashers |  |

#### 8ª giornata
| 18 giugno 2022, ore 18:00 | Tamworth Phoenix | 58 – 0 | Sandwell Steelers |  |

| 19 giugno 2022, ore 14:00 | Edinburgh Wolves | 14 – 10 | Sheffield Giants |  |

| 19 giugno 2022, ore 14:00 | Manchester Titans | 76 – 13 | Merseyside Nighthawks |  |

| 19 giugno 2022, ore 14:00 | Kent Exiles | 12 – 36 | Bristol Aztecs |  |

| 19 giugno 2022, ore 16:00 | London Blitz | 26 – 6 | Solent Thrashers |  |

| 19 giugno 2022, ore 16:00 | London Olympians | 0 – 90 | London Warriors |  |

#### 9ª giornata
| 26 giugno 2022, ore 14:00 | Manchester Titans | 42 – 21 | Edinburgh Wolves |  |

| 26 giugno 2022, ore 14:00 | Sheffield Giants | 55 – 6 | Sandwell Steelers |  |

| 26 giugno 2022, ore 14:00 | Tamworth Phoenix | 48 – 6 | Merseyside Nighthawks |  |

| 26 giugno 2022, ore 14:00 | London Olympians | 0 – 47 | Bristol Aztecs |  |

| 26 giugno 2022, ore 14:00 | Solent Thrashers | 25 – 12 | Kent Exiles |  |

#### 10ª giornata
| 3 luglio 2022, ore 14:00 | Merseyside Nighthawks | 19 – 30 | Sheffield Giants |  |

| 3 luglio 2022, ore 15:00 | Tamworth Phoenix | 56 – 7 | Edinburgh Wolves |  |

| 3 luglio 2022, ore 14:00 | Bristol Aztecs | 14 – 28 | London Warriors |  |

| 3 luglio 2022, ore 14:00 | London Blitz | 45 – 3 | Kent Exiles |  |

| 3 luglio 2022, ore 14:00 | London Olympians | 14 – 39 | Solent Thrashers |  |

#### Recuperi 1
| 17 luglio 2022, ore 14:00 | Sandwell Steelers | 0 – 42 | Sheffield Giants |  |

#### 11ª giornata
| 24 luglio 2022, ore 14:00 | Edinburgh Wolves | 3 – 37 | Manchester Titans |  |

| 24 luglio 2022, ore 14:00 | Sandwell Steelers | 6 – 91 | Tamworth Phoenix |  |

| 24 luglio 2022, ore 14:00 | Sheffield Giants | 9 – 34 | Merseyside Nighthawks |  |

| 24 luglio 2022, ore 14:00 | Kent Exiles | 0 – 43 | London Blitz |  |

| 24 luglio 2022, ore 14:00 | London Warriors | 1 – 0 (a tavolino) | London Olympians |  |

| 24 luglio 2022, ore 14:00 | Solent Thrashers | 0 – 11 | Bristol Aztecs |  |

#### 12ª giornata
| 31 luglio 2022, ore 14:00 | Edinburgh Wolves | 16 – 10 | Merseyside Nighthawks |  |

| 31 luglio 2022, ore 14:00 | Manchester Titans | 64 – 0 | Sandwell Steelers |  |

| 31 luglio 2022, ore 14:00 | Tamworth Phoenix | 56 – 0 | Sheffield Giants |  |

| 31 luglio 2022, ore 14:00 | London Blitz | 22 – 20 | Bristol Aztecs |  |

| 31 luglio 2022, ore 14:00 | London Warriors | 1 – 0 (a tavolino) | Kent Exiles |  |

### Classifica
Le classifiche della regular season sono le seguenti.
- PCT = percentuale di vittorie, G = partite giocate, V = partite vinte,  P = partite perse, PF = punti fatti, PS = punti subiti

#### Premiership North
| Pos. | Squadra               | PCT  | G  | V | N | P  | PF  | PS  |
| ---- | --------------------- | ---- | -- | - | - | -- | --- | --- |
| 1    | Manchester Titans     | .900 | 10 | 9 | 0 | 1  | 510 | 81  |
| 2    | Tamworth Phoenix      | .900 | 10 | 9 | 0 | 1  | 452 | 93  |
| 3    | Edinburgh Wolves      | .600 | 10 | 6 | 0 | 4  | 271 | 210 |
| 4    | Merseyside Nighthawks | .300 | 10 | 3 | 0 | 7  | 206 | 309 |
| 5    | Sheffield Giants      | .300 | 10 | 3 | 0 | 7  | 179 | 331 |
| 6    | Sandwell Steelers     | .000 | 10 | 0 | 0 | 10 | 27  | 621 |

#### Premiership South
| Pos. | Squadra          | PCT   | G  | V  | N | P  | PF  | PS  |
| ---- | ---------------- | ----- | -- | -- | - | -- | --- | --- |
| 1    | London Warriors  | 1.000 | 10 | 10 | 0 | 0  | 384 | 49  |
| 2    | Bristol Aztecs   | .700  | 10 | 7  | 0 | 3  | 288 | 135 |
| 3    | Solent Thrashers | .500  | 10 | 5  | 0 | 5  | 180 | 240 |
| 4    | London Blitz     | .600  | 10 | 6  | 0 | 4  | 241 | 118 |
| 5    | Kent Exiles      | .200  | 10 | 2  | 0 | 8  | 99  | 305 |
| 6    | London Olympians | .000  | 10 | 0  | 0 | 10 | 50  | 393 |

## Playoff

### Tabellone
|  | Semifinali | Semifinali        | Semifinali |                 |    | XXXIV Britbowl    | XXXIV Britbowl | XXXIV Britbowl |  |
|  |            |                   |            |                 |    |                   |                |                |  |
|  | 1N         | Manchester Titans | 32         |                 |    |                   |                |                |  |
|  | 1N         | Manchester Titans | 32         |                 |    |                   |                |                |  |
|  | 2S         | Bristol Aztecs    | 27         |                 |    |                   |                |                |  |
|  | 2S         | Bristol Aztecs    | 27         |                 | 1N | Manchester Titans | 37             |                |  |
|  |            |                   |            |                 | 1N | Manchester Titans | 37             |                |  |
|  |            |                   | 1S         | London Warriors | 7  |                   |                |                |  |
|  | 1S         | London Warriors   | 1S         | London Warriors | 7  | 28                |                |                |  |
|  | 1S         | London Warriors   |            |                 |    |                   |                |                |  |
|  | 2N         | Tamworth Phoenix  | 20         |                 |    |                   |                |                |  |

### Semifinali
| 21 agosto 2022, ore 14:00 | London Warriors | 28 – 20 | Tamworth Phoenix |  |

| 21 agosto 2022, ore 14:00 | Manchester Titans | 32 – 27 | Bristol Aztecs |  |

### XXXIV Britbowl
| 3 settembre 2022 | Manchester Titans | 37 – 7 | London Warriors |  |

## Verdetti
- Manchester Titans Campioni della Gran Bretagna 2022